# Đặc quyền da trắng

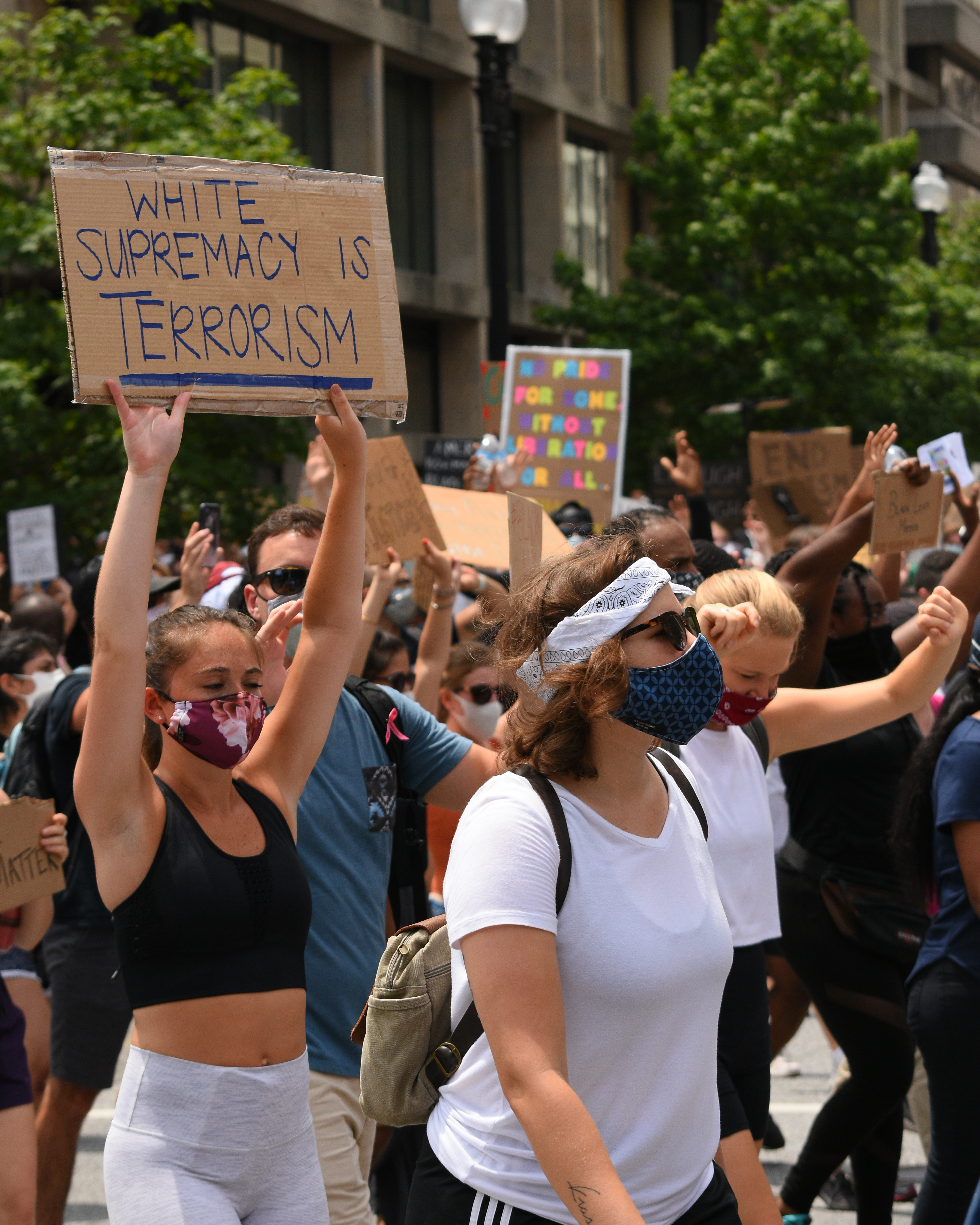
Một cuộc biểu tình chống đặc quyền da trắng

Đặc quyền da trắng (White privilege) hay gọi đầy đủ là đặc quyền của người da trắng là đặc quyền xã hội mang lại đặc lợi cho người da trắng so với những người không phải da trắng ở một số xã hội và quốc gia, đặc biệt nếu họ ở cùng hoàn cảnh xã hội, bối cảnh chính trị hoặc cùng hoàn cảnh kinh tế. Đặc quyền đặc lợi của người da trắng bắt nguồn từ chủ nghĩa thực dân và chủ nghĩa đế quốc châu Âu, và việc buôn bán nô lệ Đại Tây Dương, đặc quyền của người da trắng đã phát triển trong những hoàn cảnh mà các thể chế xã hội luôn tìm cách bảo vệ các đặc quyền của chủng tộc da trắng, các quyền công dân khác và các quyền hoặc lợi ích đặc biệt khác.
Đặc quyền của người da trắng được tiếp cận là một hiện tượng xã hội đan xen với yếu tố chủng tộc và sự phân biệt chủng tộc. Thuật ngữ này được sử dụng trong các thảo luận với tâm điểm là những lợi ích tiềm ẩn nhất mà người da trắng sẽ có được trong một xã hội nơi sự phân biệt chủng tộc là phổ biến và người da trắng được coi là bình thường, thay vì gây bất lợi cho những người là đối tượng của sự phân biệt chủng tộc. Chủ nghĩa thực dân châu Âu, liên quan đến một số mối liên hệ quan trọng sớm nhất của người châu Âu với người bản địa, có vai trò quan trọng trong việc hình thành và phát triển đặc quyền của người da trắng.

## Đại cương
Trong nghiên cứu về đặc quyền của người da trắng và lĩnh vực nghiên cứu rộng hơn về người da trắng, cả hai đều đi tiên phong ở Hoa Kỳ, các quan điểm học thuật như lý thuyết phê phán chủng tộc sử dụng khái niệm này để phân tích cách phân biệt chủng tộc và xã hội phân biệt chủng tộc ảnh hưởng đến cuộc sống của người da trắng hoặc da trắng Ví dụ, học giả người Mỹ Peggy McIntosh đã mô tả những lợi thế mà người da trắng ở các xã hội phương Tây được hưởng và những người không phải da trắng không được trải nghiệm là "một gói tài sản vô hình không thể kiếm được". Đặc quyền của người da trắng biểu thị cả những lợi thế thụ động rõ ràng và ít rõ ràng hơn mà người da trắng có thể không nhận ra rằng họ có, điều này giúp phân biệt nó với những thành kiến hoặc thành kiến công khai. Chúng bao gồm những khẳng định mang tính văn hóa về giá trị của chính mình, được cho là có địa vị xã hội cao hơn, và sự tự do đi lại, mua sắm, làm việc, vui chơi và ngôn luận một cách tự do. Những tác động này có thể được thấy được trong bối cảnh nghề nghiệp, giáo dục và góc độ cá nhân. Khái niệm đặc quyền của người da trắng cũng bao hàm quyền thừa nhận tính phổ quát trong trải nghiệm của bản thân, đánh giá người khác là khác biệt hoặc đặc biệt trong khi coi bản thân là bình thường.
Một số học giả cho rằng thuật ngữ này sử dụng khái niệm "da trắng" để thay thế cho giai cấp hoặc các đặc quyền xã hội khác hoặc để đánh lạc hướng khỏi những vấn đề sâu xa hơn về sự bất bình đẳng. Những người khác nói rằng không phải người da trắng là người thay thế mà nhiều đặc quyền xã hội khác tự động có mối liên hệ với nó, đòi hỏi sự phân tích phức tạp và cẩn thận để xác định xem người da trắng góp phần tạo nên đặc quyền như thế nào. Các nhà bình luận khác đề xuất các định nghĩa thay thế về người da trắng và các ngoại lệ đối với hoặc giới hạn bản sắc da trắng, cho rằng khái niệm đặc quyền của người da trắng bỏ qua những khác biệt quan trọng giữa các nhóm dân cư và cá nhân da trắng và cho rằng khái niệm về người da trắng không thể bao gồm tất cả người da trắng.
Họ lưu ý vấn đề thừa nhận sự đa dạng của người da màu và sắc tộc trong các nhóm này. Một số nhà bình luận người da trắng đã nhận thấy rằng "khái niệm nghe có vẻ học thuật về đặc quyền của người da trắng" đôi khi gợi lên sự thủ thế và hiểu lầm ở người da trắng, họ đổ lỗi một phần là do khái niệm đặc quyền của người da trắng nhanh chóng được đưa vào tâm điểm chú ý thông qua các chiến dịch truyền thông xã hội của người da màu như phong trào Black Lives Matter. Là một khái niệm học thuật mới được đưa vào phổ biến gần đây, khái niệm đặc quyền của người da trắng thường bị những người không phải là học giả hiểu sai, một số học giả, sau khi nghiên cứu đặc quyền của người da trắng trong nhiều thập kỷ, đã rất ngạc nhiên trước sự phản đối gần đây của các nhà phê bình cánh hữu kể từ khoảng năm 2014.

## Ở Đông Á
Ở Nhật Bản, trong cuốn Cẩm nang về diễn ngôn và giao tiếp đa văn hóa do học giả Scott Kiesling đồng biên tập cho rằng những người nói tiếng Anh da trắng có đặc quyền có được việc làm giảng dạy tiếng Anh tại các trường Eikaiwa ở Nhật Bản, bất kể kỹ năng tiếng Nhật hay trình độ chuyên môn. Ở Hàn Quốc, vấn đề đặc quyền của người da trắng là chủ đề đã được phân tích mổ xẻ ở Hàn Quốc và được thảo luận là phổ biến ở xã hội Hàn Quốc. Ở xã hội Hàn Quốc thì người da trắng được xem là có đặc quyền và người Hàn Quốc dù tỏ ra vẻ thượng đẳng với các giống dân châu Á khác nhưng họ lại cực kỳ tôn sùng và tự nguyện dâng hiến dành những đặc quyền, đặc lợi cho người da trắng ngay cả khi người da trắng đang sinh sống, cư trú đên đất Hàn Quốc. Cư dân da trắng và khách du lịch đến đất nước này được quan sát thấy được đối xử đặc biệt, và đặc biệt, người Mỹ da trắng đôi khi được người Hàn Quốc tôn sùng về mặt văn hóa.
Giáo sư Helene K. Lee đã lưu ý rằng việc sở hữu di sản hỗn hợp giữa người da trắng và Hàn Quốc, hoặc cụ thể là ngoại hình, có thể mang lại đặc quyền cho cá nhân da trắng hai chủng tộc ở trong nước Hàn Quốc. Một nghiên cứu năm 2006 cho thấy 40% phụ nữ trong nước Hàn Quốc sử dụng các sản phẩm làm trắng da, mà giáo sư Charles A. Gallagher mô tả là "dấu hiệu vẻ đẹp của phụ nữ, một tài sản hữu hình dành riêng cho những người có làn da sáng hơn".  Năm 2009, nhà văn Jane Jeong Trenka đã viết rằng, với tư cách là con nuôi của một gia đình da trắng đến từ Hoa Kỳ, cô ấy dễ dàng nhận ra chức năng của nó trong văn hóa Hàn Quốc hơn. Dưới sự trú đóng của quân Mỹ thì Văn hóa của quân đội Hoa Kỳ thì những trại lính hành lạc (các làng quân sự) ở Hàn Quốc (tàn tích của Chiến tranh Triều Tiên) đã được nghiên cứu làm bối cảnh đặc quyền cho người da trắng khi những quân nhân da trắng Mỹ thoải mái quan hệ tình dục với phụ nữ Hàn Quốc mò đến (xem Quân đội Hoa Kỳ và mại dâm ở Hàn Quốc), và làm trầm trọng thêm sự phân chia chủng tộc giữa binh lính người Mỹ da trắng và người Mỹ gốc Phi đóng tại các căn cứ, cũng như với người dân địa phương Hàn Quốc.